# Andruschiwka

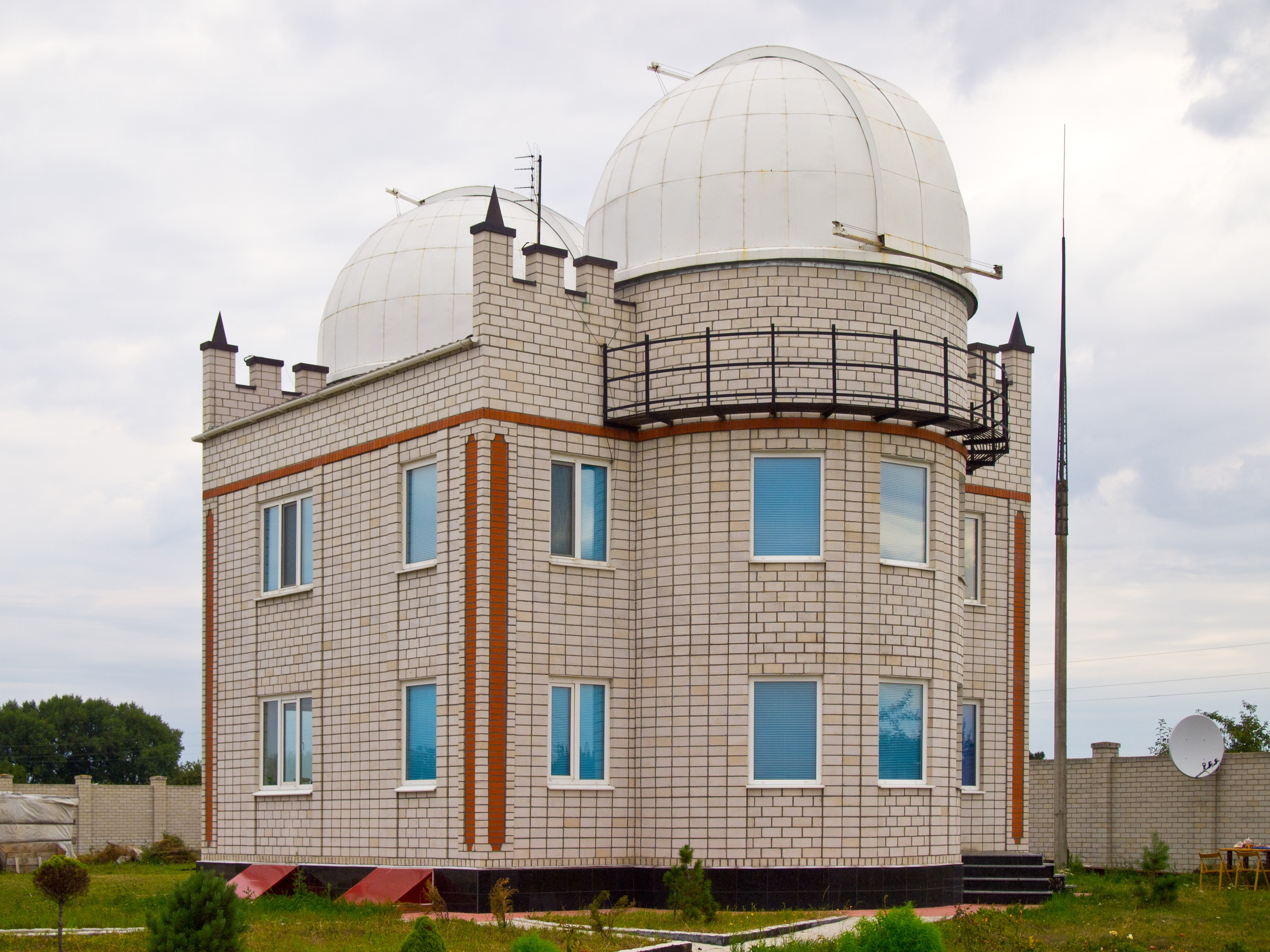
Das Observatorium Andruschiwka im Nachbarort Haltschyn (2012)

Andruschiwka (ukrainisch Андрушівка; russisch Андрушёвка Andruschjowka, polnisch Andruszówka) ist eine Stadt im Süden der Oblast Schytomyr in der Ukraine mit etwa 8700 Einwohnern. Die Stadt liegt am Ufer der Hujwa, etwa 36 Kilometer südöstlich der Oblasthauptstadt Schytomyr. Bis Juli 2020 war die Stadt das Zentrum des gleichnamigen Rajons Andruschiwka.
Die Ortschaft wurde 1683 zum ersten Mal schriftlich erwähnt. Bis 1793 lag das damalige Andruszówka in der polnischen Woiwodschaft Kiew und kam dann im Zuge der Zweiten Polnischen Teilung an das Russische Kaiserreich. Dort wurde sie 1797 in das Gouvernement Kiew eingegliedert. Seit 1859 hieß der Ort Andruschowka (Андрушовка).

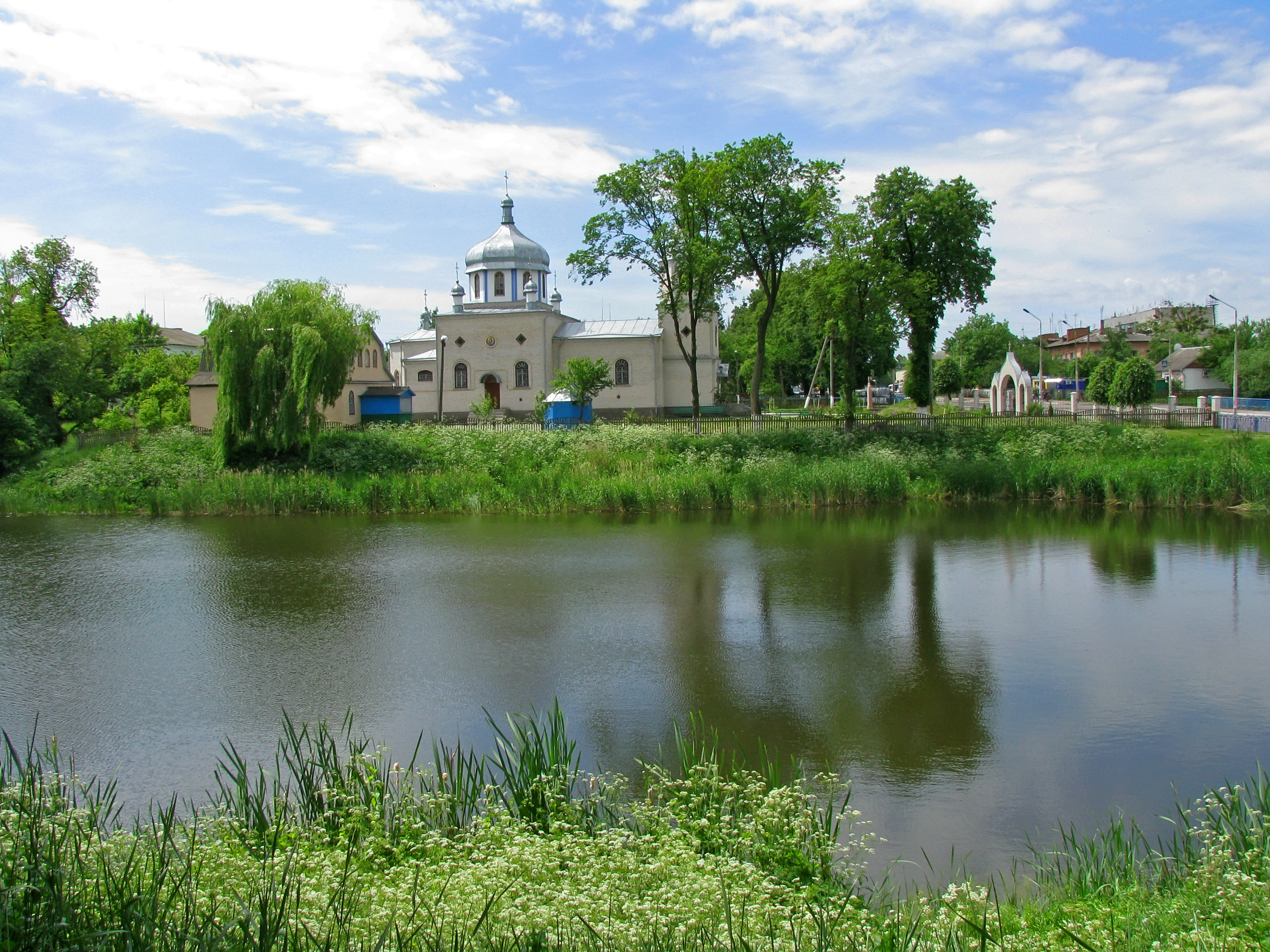
Blick über die Hujwa auf Andruschiwka

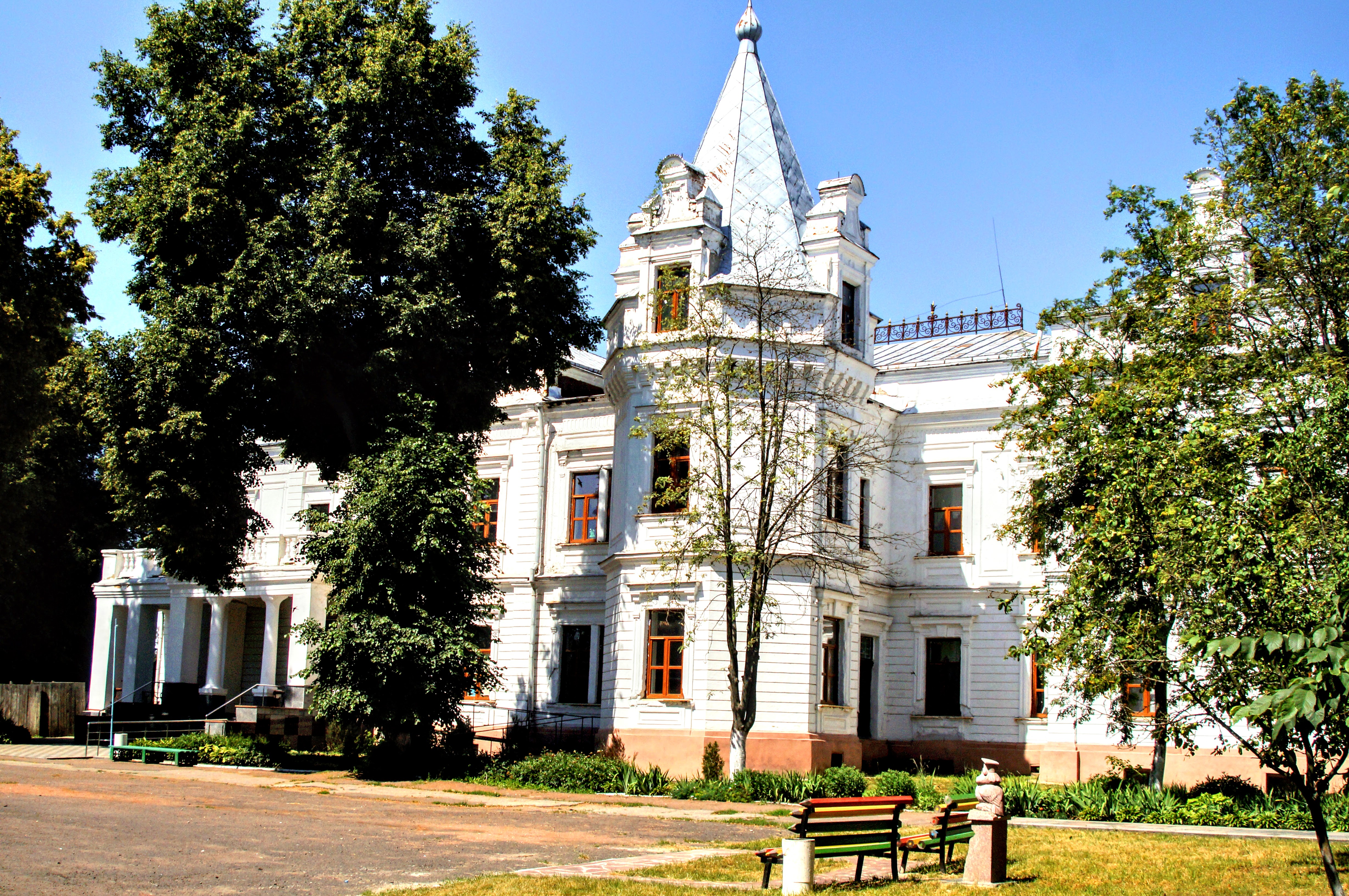
Palast in Andruschiwka

Während des Zweiten Weltkrieges wurde Andruschiwka am 10. Juli 1941 von deutschen Truppen besetzt. Unter deutscher Besetzung wurden 460 Einwohner der Stadt misshandelt und ermordet, darunter 216 Kinder und 84 alte Männer. 84 Personen wurden zur Zwangsarbeit in das Deutsche Reich deportiert. Das von den Deutschen eingerichtete Ghetto wurde im Mai 1942 liquidiert; 220 seiner jüdischen Einwohner in der Nähe des städtischen Krankenhauses erschossen. Andruschiwka wurde am 27. Dezember 1943 von sowjetischen Truppen zurückerobert. 1975 erhielt die Ortschaft, bis dahin eine Siedlung städtischen Typs, zusammen mit der Zuerkennung des Stadtstatus, ihren heutigen Namen. Ein vom Observatorium Andruschiwka am 18. September 2003 entdeckter Asteroid wurde zu Ehren der Stadt (133293) Andrushivka benannt.

## Verwaltungsgliederung
Am 12. Juni 2020 wurde die Stadt zum Zentrum der neugegründeten Stadtgemeinde Andruschiwka (ukrainisch Андрушівська міська громада/Andruschiwska miska hromada), zu dieser zählten auch noch die 24 in der untenstehenden Tabelle aufgelistetenen Dörfer, bis dahin bildete sie die gleichnamige Stadtratsgemeinde Andruschiwka (Андрушівська міська рада/Andruschiwska miska rada) im Zentrum des Rajons Andruschiwka.
Am 17. Juli 2020 kam es im Zuge einer großen Rajonsreform zum Anschluss des Rajonsgebietes an den Rajon Berdytschiw.
Folgende Orte sind neben dem Hauptort Andruschiwka Teil der Gemeinde:
| Name                     | Name            | Name                                |
| ukrainisch transkribiert | ukrainisch      | russisch                            |
| ------------------------ | --------------- | ----------------------------------- |
| Antopil                  | Антопіль        | Антополь (Antopol)                  |
| Browky Druhi             | Бровки Другі    | Бровки Вторые (Browki Wtoryje)      |
| Browky Perschi           | Бровки Перші    | Бровки Первые (Browki Perwyje)      |
| Haltschyn                | Гальчин         | Гальчин (Galtschin)                 |
| Harapiwka                | Гарапівка       | Гараповка (Garapowka)               |
| Horodkiwka               | Городківка      | Городковка (Gorodkowka)             |
| Horodyschtsche           | Городище        | Городище (Gorodischtsche)           |
| Hrada                    | Града           | Града (Grada)                       |
| Jareschky                | Ярешки          | Ярешки (Jareschki)                  |
| Jaropowytschi            | Яроповичі       | Яроповичи (Jaropowitschi)           |
| Kameni                   | Камені          | Камени                              |
| Lebedynzi                | Лебединці       | Лебединцы (Lebedinzy)               |
| Lissiwka                 | Лісівка         | Лесовка (Lessowka)                  |
| Ljubymiwka               | Любимівка       | Любимовка (Ljubimowka)              |
| Mala Pjatyhirka          | Мала П’ятигірка | Малая Пятигорка (Malaja Pjatygorka) |
| Minkiwzi                 | Міньківці       | Миньковцы (Minkowzy)                |
| Mostowe                  | Мостове         | Мостовое (Mostowoje)                |
| Nechworoschtsch          | Нехворощ        | Нехворощ                            |
| Nowa Kotelnja            | Нова Котельня   | Новая Котельня (Nowaja Kotelnja)    |
| Pawelky                  | Павелки         | Павелки (Pawelki)                   |
| Sarubynzi                | Зарубинці       | Зарубинцы (Sarubinzy)               |
| Scherdeli                | Жерделі         | Жердели                             |
| Tarassiwka               | Тарасівка       | Тарасовка (Tarassowka)              |
| Wolossiw                 | Волосів         | Волосов (Wolossow)                  |